# Foordana
Genre
Foordana est un genre d'araignées aranéomorphes de la famille des Trachelidae.

## Répartition
Les espèces de ce genre sont endémiques d'Afrique du Sud.

## Liste des espèces
Selon World Spider Catalog (version 26, 20/02/2025) :
- Foordana distincta Haddad, 2025 - espèce type
- Foordana flavipoda Haddad, 2025
- Foordana kasouga Haddad, 2025

## Systématique et taxinomie
Ce genre a été décrit en 2025 dans les Trachelidae par l'arachnologue sud-africain Charles Richard Haddad (d) (1979-). Son espèce type est Foordana distincta.

### Étymologie
Ce genre est nommé en l'honneur de l'arachnologue sud-africain Stefan Hendrik Foord (d) (1971-).

### Publication originale
- (en) Charles R. Haddad, « And they just keep coming: four new genera of dark sac spiders from southern Africa (Araneae, Trachelidae) », African Invertebrates, Afrique du Sud, vol. 66, no 1,‎ 23 janvier 2025, p. 19-64 (ISSN 1681-5556, e-ISSN 2305-2562, DOI 10.3897/AfrInvertebr.66.139299, lire en ligne, consulté le 20 février 2025).